# 毕阳站
毕阳站是一个胶济线上的铁路车站，位于山东省章丘市龙山镇，建于1989年，目前为五等站，邮政编码为250216。目前客运：办理旅客乘降；不办理行李、包裹托运；不办理货运营业。